# Stora Tingtjärnen
Stora Tingtjärnen är en sjö i Härryda kommun i Västergötland och ingår i Göta älvs huvudavrinningsområde.